# Agostino Beltrano

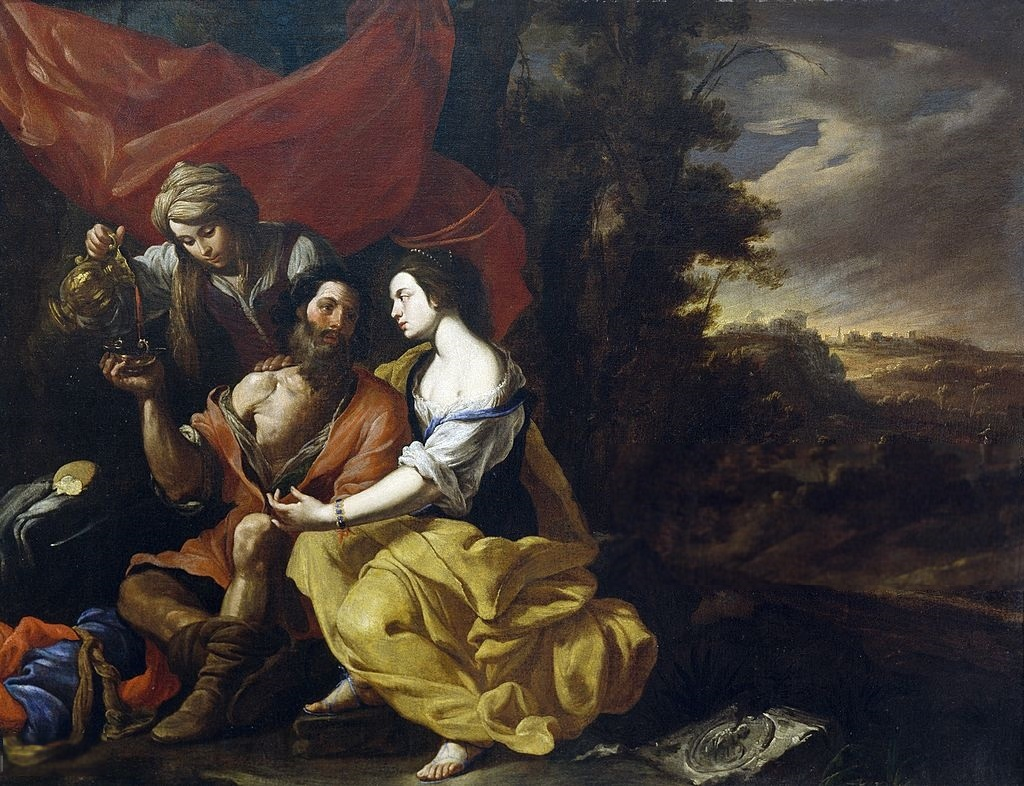
Lot y sus hijas. Óleo sobre lienzo, 74 x 99 cm, colección privada.

Agostino Beltrano (Nápoles, 1607-1656) fue un pintor barroco italiano activo en el Reino de Nápoles cuya pintura evolucionó del naturalismo caravaggista a un clasicismo atemperado en la órbita de Massimo Stanzione o Andrea Vaccaro.

## Biografía
Nacido en 1607, hijo de Francesco, dorador, y de Vittoria De Grauso, tía de Andrea Vaccaro, en 1626, a los diecinueve años, casó con Diana de Rosa —o Annella—, hijastra de Filippo Vitale, de quien se supone fuese discípulo o que, al menos, guiase sus primeros pasos en la órbita del naturalismo más estricto, de lo que puede ser buen ejemplo el lienzo del Martirio de san Genaro y san Prócolo de la catedral de Pozzuoli, de hacia 1636. El matrimonio con Diana lo emparentaba además con Pacecco de Rosa, hermano de su esposa, y con sus cuñados, Juan Do y Aniello Falcone, todos ellos prestigiosas artistas napolitanos. Ese entramado familiar en el rico panorama de la pintura napolitana del Seicento hará de Beltrano un pintor de transición entre el caravaggismo de Filippo Vitale y el naturalismo elegante originado en el clasicismo emilianense de Guido Reni reinterpretado por Massimo Stanzione o, en mayor medida, por Andrea Vaccaro, tendencia bien representada por su cuñado Aniello Falcone y, en la obra de Beltrano, en otro lienzo de la catedral de Pozzuoli pero de fecha más avanzada, el firmado Milagro de san Alejandro, datado entre 1646 y 1649, o en Lot y sus hijas de la colección Molinari Pradelli de Bolonia, una de las obras más representativas de su estilo.

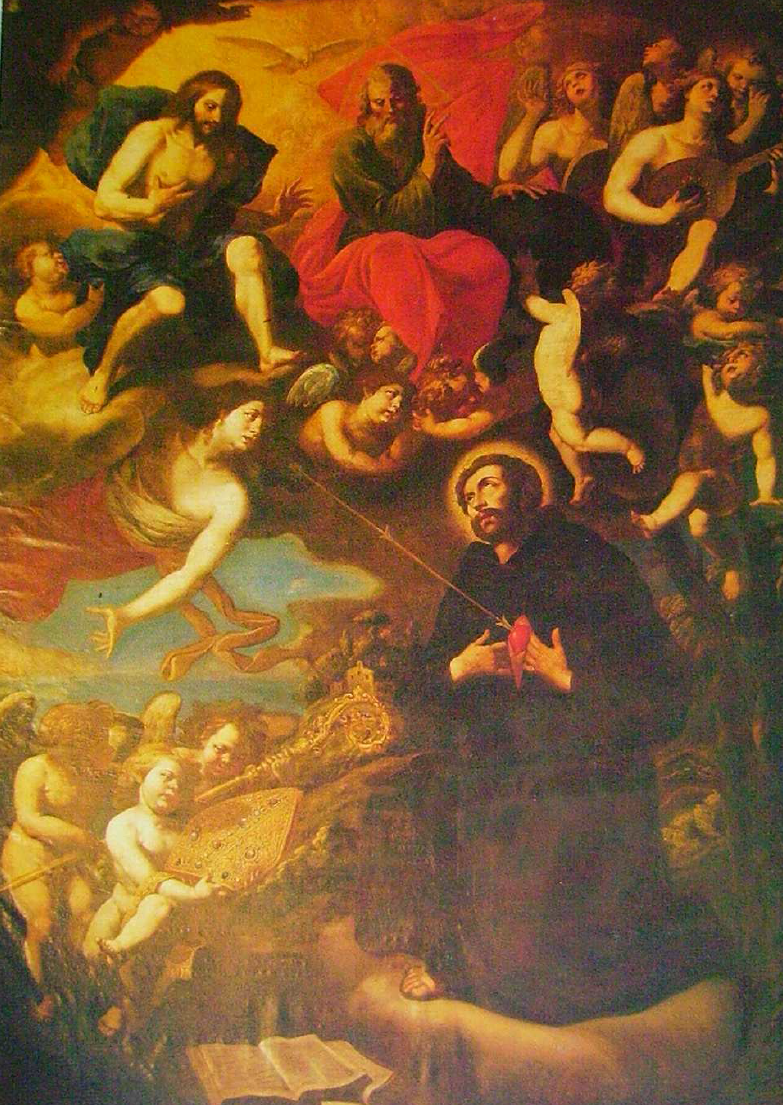
San Agustín. Óleo sobre lienzo, 355 x 258 cm, colección particular. Firmado «Agostino Beltranus 1656».

Según el legendario relato de su vida narrado por Bernardo De Dominici, que se ha demostrado falso, Beltrano habría sido un aventajado discípulo de Massimo Stanzione y, por su mediación, habría sido casado con Anna di Rosa, llamada Annella di Massimo, excelente pintora y mujer de gran belleza y virtud. Hija de un hermano de Pacecco de Rosa, condiscípulo de Beltrano en el taller de Stanzione, también ella habría recibido las lecciones del caballero Massimo y progresado tan rápidamente que el maestro le confiaba la ejecución, a partir de sus bocetos, de muchos de sus lienzos, para ser acabados luego por él. Lo mismo habría estado haciendo con los lienzos de su marido hasta que, deseando verse reconocida del público, recibió el encargo de dos pinturas para la iglesia della Pietà de' Turchini, en las que representó el nacimiento y la muerte de la Virgen. Celoso de su éxito e interpretando torcidamente las muestras de afecto que Stanzione prodigaba a su discípula, Beltrano, incitado por una sirvienta infiel, la mató y luego huyó a Venecia o, según otros, a Francia. Tras la peste de 1656, en la que murieron muchos de los parientes de Annella, y habiendo obtenido el perdón de los supervivientes, pudo volver a Nápoles hacia 1659 y pintar la pequeña cúpula de la capilla de la Inmaculada en la iglesia de S. Maria degl'Angioli en Pizzofalcone, que había dejado inacabada Stanzione. Siempre según De Dominici, habría muerto en 1665, aun joven, tras pasar los últimos años preso de los remordimientos, perdido el sueño y agitado por funestas imaginaciones. No obstante, tras ese detallado relato de la muerte de Annella, muy honrada por la ciudad, ya advertía De Dominici que Paolo de Matteis en su noticia de los pintores napolitanos, aunque se ocupaba muy elogiosamente de Annella, nada decía de su matrimonio y muerte.
Lo cierto es que, aun siendo muy escasa la documentación referida a su vida, la obra de Beltrano se encuentra bien documentada en Nápoles entre 1643, fecha del fallecimiento de Annella, y el año de la peste, en la que es probable que muriera. A esta etapa de madurez corresponden los frescos de la iglesia de Santa Maria degli Angeli en Pizzofalcone, en los que trabajó del otoño de 1644 a la primavera de 1645, las telas de altar con san Jerónimo y san Nicolás Tolentino para una de las capillas laterales de la iglesia de San Agostino degli Scalzi, encargo de Mario Scipani, protomédico del reino, fechado en 1649, los frescos de la cúpula de Santa Maria Donnaregina Nuova, de hacia 1650, y el gran lienzo de Santos Blas, Raimundo y Antonino de la iglesia de Santa Maria della Sanità, fechado entre 1653 y 1654. Otro óleo de grandes proporciones, el Éxtasis de san Agustín ahora en colección particular, en el que se advierten también las influencias de Pietro Novelli y de Vaccaro, especialmente en los ángeles músicos, es la última obra firmada que se le conoce. Fechado en 1656, el mismo año de la peste, el lienzo se documenta en 1670 en la iglesia de la Encarnación del Sitio de Valverde, despoblado de la provincia de Burgos. Su presencia allí, con otras obras de arte de la colección del conde de Castrillo, virrey de Nápoles de 1653 a 1658, se explica por ser la familia propietaria del palacio existente en aquel lugar, del que pudo haber pasado el lienzo al monasterio de San Jerónimo de Espeja en Soria, vinculado también al patrocinio de los condes de Castrillo, que disponían de un palacio contiguo, junto a la cabecera de la iglesia, desde el que podían oír misa.